# Gunung Manaon Ur
Gunung Manaon Ur is een bestuurslaag in het regentschap Padang Lawas van de provincie Noord-Sumatra, Indonesië. Gunung Manaon Ur telt 769 inwoners (volkstelling 2010).